# Blesmes
Blesmes és un municipi francès situat al departament de l'Aisne i a la regió dels Alts de França. L'any 2007 tenia 379 habitants.

## Demografia

### Població
El 2007 la població de fet de Blesmes era de 379 persones. Hi havia 160 famílies de les quals 44 eren unipersonals (20 homes vivint sols i 24 dones vivint soles), 48 parelles sense fills, 64 parelles amb fills i 4 famílies monoparentals amb fills.
La població ha evolucionat segons el següent gràfic:
Habitants censats

### Habitatges
El 2007 hi havia 178 habitatges, 156 eren l'habitatge principal de la família, 9 eren segones residències i 12 estaven desocupats. 161 eren cases i 16 eren apartaments. Dels 156 habitatges principals, 126 estaven ocupats pels seus propietaris, 27 estaven llogats i ocupats pels llogaters i 3 estaven cedits a títol gratuït; 4 tenien una cambra, 7 en tenien dues, 23 en tenien tres, 36 en tenien quatre i 86 en tenien cinc o més. 118 habitatges disposaven pel capbaix d'una plaça de pàrquing. A 73 habitatges hi havia un automòbil i a 75 n'hi havia dos o més.

### Piràmide de població
La piràmide de població per edats i sexe el 2009 era:
| Homes | Edats   | Dones |
| ----- | ------- | ----- |
| 0     | 95 o +  | 0     |
| 0     | 90 a 94 | 0     |
| 0     | 85 a 89 | 4     |
| 4     | 80 a 84 | 4     |
| 4     | 75 a 79 | 0     |
| 8     | 70 a 74 | 12    |
| 4     | 65 a 69 | 4     |
| 8     | 60 a 64 | 4     |
| 16    | 55 a 59 | 0     |
| 20    | 50 a 54 | 28    |
| 12    | 45 a 49 | 20    |
| 12    | 40 a 44 | 12    |
| 16    | 35 a 39 | 16    |
| 12    | 30 a 34 | 12    |
| 16    | 25 a 29 | 4     |
| 8     | 20 a 24 | 16    |
| 16    | 15 a 19 | 20    |
| 32    | 10 a 14 | 12    |
| 24    | 5 a 9   | 12    |
| 0     | 0 a 4   | 8     |

## Economia
El 2007 la població en edat de treballar era de 270 persones, 194 eren actives i 76 eren inactives. De les 194 persones actives 181 estaven ocupades (101 homes i 80 dones) i 13 estaven aturades (7 homes i 6 dones). De les 76 persones inactives 35 estaven jubilades, 23 estaven estudiant i 18 estaven classificades com a «altres inactius».

### Ingressos
El 2009 a Blesmes hi havia 155 unitats fiscals que integraven 388 persones, la mediana anual d'ingressos fiscals per persona era de 21.154 €.

### Activitats econòmiques
Dels 21 establiments que hi havia el 2007, 1 era d'una empresa alimentària, 1 d'una empresa de fabricació d'altres productes industrials, 3 d'empreses de construcció, 6 d'empreses de comerç i reparació d'automòbils, 2 d'empreses de transport, 2 d'empreses financeres, 2 d'empreses immobiliàries, 3 d'empreses de serveis i 1 d'una empresa classificada com a «altres activitats de serveis».
Dels 4 establiments de servei als particulars que hi havia el 2009, 2 eren tallers de reparació d'automòbils i de material agrícola, 1 paleta i 1 electricista.
Dels 4 establiments comercials que hi havia el 2009, 2 eren botigues de mobles i 2 floristeries.
L'any 2000 a Blesmes hi havia 12 explotacions agrícoles.

## Poblacions més properes
El següent diagrama mostra les poblacions més properes.